# ジョージア法務省
法務省（ほうむしょう、グルジア語: საქართველოს იუსტიციის სამინისტრო）は、ジョージアの中央省庁の一つ。司法制度に関する活動、検察の監督、法的制度と公共秩序の維持、公共の保護、そして法制度改革について責任を負う。

## 歴史
ジョージアにおける司法制度の発展は、立法機能が人民院と元老院によって統制されていたパルナヴァズ1世の治世まで遡ることができる。9世紀から10世紀にかけてこの司法制度は、「ダルバジ」(დარბაზი)（評議会）と呼ばれる国家組織に割り当てられるようになった。ダルバジは聖職者、貴族、そして庶民で構成された。この組織は重要な法的文書の発行を担当し、その中にはサンパラヴツムゼブネロ法（刑法）、バグラト・クラパラティ法、ギオルギ5世法、王立裁判所規則などが含まれた。またモーセの律法、ギリシャ法、ローマ法、シリア法など外国文書についても翻訳し、適用と遵守を求めた。現存する最古の司法文書は、18世紀初頭のヴァフタング6世の治世に作成・保存されたものである。この文書は、ヴァフタング6世法書（1703年–1709年発行）として知られている。
ヴァフタング王のダストゥルラマル（法令書）は現在まで残存している。この書物には1707年から1709年にかけての情報が掲載されており、政治家の解説、職務の割当、測量調査、人口調査、経済、歳入、税金、資産といった情報が記されていた。今日のジョージア法務大臣が務める職務は、書記長、出納長、監察長に分割されていた。
19世紀初頭にロシア帝国がジョージアを支配した後も、ジョージアの法律は20世紀初頭まで機能し続けた。これが終焉を迎えたのは、1918年にボリシェヴィキがジョージアを占領し、ジョージアの伝統的な司法制度を廃止したときであった。
1918年5月26日、グルジア民主共和国はロシア帝国からの独立を宣言した。国民会議が「ジョージア独立法」を可決したことにより、独立ジョージアに最初の「法務省」が設立された。この法務省は、1921年にソビエト連邦に併合されるまで機能し続けた。1918年10月11日の法律では、法務省に明文化された下位部門が設置され、また「法律と政府決議の収集」として法律の法典化と刊行が実施された。1991年にジョージアが再び独立した際、法務省もまた再設置された。

## 体制
法務省は大臣1人が管掌し、副大臣3人がそれを補佐する。法務省は、2008年11月7日の大統領令第541号の決議に基づき、職務を遂行している。2000年1月現在、法務省は強い権限を有しており、刑事司法制度とその組織運営の統括、公証および市民登録、国家資料の保全、効果的な行政システムの組織的維持、領土問題解決のための国家委員会、その他の作業部会の活動、について権限を有する。

## 職務
法務省の主たる職務は、以下のとおりである。
- 国内外の裁判所や法廷において、国家の利益を保護すること。
- 有効な規制法律に関する基準を策定すること。
- ジョージアの法律を国際ガイドラインに沿って公開すること。
- 国家資格登録を承認すること。
- 移民に関する手続きを調整すること。
- 公証事務、市民登録事務、民事登録事務を管理すること。
- 国家の記録を維持管理すること。
- 裁判所の決定を遂行すること。
- 欧州人権裁判所に国家代表を配置すること。

## 歴代大臣
| 氏名                           | 在任期間                 | 在任期間                 | 備考                     |
| 氏名                           | 開始                     | 終了                     | 備考                     |
| ジョージア共和国法務大臣       | ジョージア共和国法務大臣 | ジョージア共和国法務大臣 | ジョージア共和国法務大臣 |
| ------------------------------ | ------------------------ | ------------------------ | ------------------------ |
| ジョニ・ヘツリアニ             | 1990年                   | 1992年                   |                          |
| コンスタンティネ・ケムラリア   | 1992年                   | 1993年                   |                          |
| テド・ニニゼ                   | 1993年                   | 1998年                   |                          |
| レド・チャントゥリア           | 1998年                   | 1999年                   |                          |
| ジョニ・ヘツリアニ             | 1999年                   | 2000年                   | 2期目                    |
| ミヘイル・サアカシヴィリ       | 2000年10月12日           | 2001年9月5日             |                          |
| ロランド・ギリガシヴィリ       | 2001年9月5日             | 2003年9月15日            |                          |
| ジョージア法務大臣             |                          |                          |                          |
| ズラブ・アデイシヴィリ         | 2003年12月26日           | 2004年2月17日            |                          |
| ギオルギ・パプアシヴィリ       | 2004年2月17日            | 2005年2月18日            |                          |
| コンスタンティン・ケムラリア   | 2005年2月18日            | 2005年12月22日           |                          |
| ギア・カヴタラゼ               | 2005年12月22日           | 2007年8月30日            |                          |
| エカテリネ・トケシェラシヴィリ | 2007年8月30日            | 2008年1月31日            |                          |
| ニカ・グヴァラミア             | 2008年1月31日            | 2008年11月1日            |                          |
| ズラブ・アデイシヴィリ         | 2008年11月2日            | 2012年10月25日           | 2期目                    |
| テア・ツルキアニ               | 2012年10月25日           |                          |                          |